# Nordeste (Gijón)
Nordeste es una Escultura situada en la ciudad de Gijón (Principado de Asturias, España). Se localiza en el barrio de Cimadevilla, en la confluencia de las calles Artillería y Subida al Cerro. Se trata de uno de los más de cien monumentos y esculturas que adornan las calles de la localidad. Es obra de Joaquín Vaquero Turcios y data del año 1994. Debe su nombre al viento que frecuentemente azota Gijón, incluso en los días de verano.

## Descripción
La escultura tiene cuatro metros de alto por cinco de ancho. Está hecha de Acero corten y presenta una estructura tridimensional, con superposiciones y recortes que le confieren su personalidad. Al estar el acero perforado desde el origen, su autor trataba de hacer que el propio viento que incide en la zona terminase de modelar la escultura. Se asienta sobre un pedestal que la hace aún más visible.
Debido a su ubicación en un espacio al lado del mar Cantábrico y muy ventoso, en 2020 fue necesario llevar a cabo su reparación. Esta se enmarcó dentro de un plan impulsado por el Ayuntamiento de Gijón mediante el que se restauraron varios monumentos de la ciudad.